# Ján Ľorko
Ján Ľorko (21. února 1910 Spišské Podhradie – 6. srpna 1975 Košice) byl slovenský a československý politik Komunistické strany Slovenska a poúnorový poslanec Národního shromáždění ČSR.

## Biografie
Profesí byl učitelem.
Ve volbách roku 1948 byl zvolen do Národního shromáždění za KSČ ve volebním kraji Trnava. Mandát zastával do září 1949, kdy rezignoval a místo něho jako náhradník nastoupila Mária Belokostolská. V letech 1948 a 1949 se uvádí jako člen Ústředního výboru Komunistické strany Slovenska.